# Stjepan Janić
Stjepan Janić (Bačka Palanka, 24. studenog 1980.) je hrvatski kajakaš. 
Sin je jugoslavenskog reprezentativca u kajaku, Milana Janića, a brat kajakašice Nataše Janić, koja je nastupala za reprezentaciju Srbije i Crne Gore te poslije za Mađarsku.
1998. je dobio Spartakovu nagradu, najviše vojvođansko priznanje u športu. Njegov brat Mićo Janić je iste godine također dobio tu nagradu.
Do 2004. godine nastupao je za reprezentaciju Srbije i Crne Gore.

## Športski uspjesi

### Svjetska prvenstva
- 1998. - Svjetsko juniorsko prvenstvo u Segedinu, Mađarska
  - 2. mjesto na 1000 metara s bratom Mićom Janićem.

## Zanimljivosti
- Sestra hrvatskog olimpijca je Nataša Janić, mađarska olimpijka, osvajačica medalja u kajaku na Olimpijskim igrama: dvije zlatne medalje u Ateni 2004. i zlatne i srebrne medalje u Pekingu 2008.
- Njegova majka Štefica Janić je iz Belišća.